# One Hot Minute
| 전문가 평가          | 전문가 평가 |
| 평가 점수            | 평가 점수   |
| 출처                 | 점수        |
| -------------------- | ----------- |
| AllMusic             | [ 5 ]       |
| Entertainment Weekly | B+          |
| The Guardian         | [ 7 ]       |
| Los Angeles Times    | [ 8 ]       |
| Mojo                 | [ 9 ]       |
| NME                  | 6/10        |
| Q                    | [ 11 ]      |
| Rolling Stone        | [ 12 ]      |
| Select               | 3/5         |
| Spin                 | 7/10        |

《One Hot Minute》는 미국의 록 밴드 레드 핫 칠리 페퍼스의 여섯 번째 스튜디오 음반으로 워너 브라더스 레코드가 1995년 9월 12일에 발매했다. 이 밴드의 이전 음반 《Blood Sugar Sex Magik》 (1991년)의 세계적인 성공은 기타리스트 존 프루시안테의 인기를 불편하게 만들었고, 결국 1992년 중간 투어를 그만두었다. 1994년 5년 넘게 술을 끊은 뒤 코카인과 헤로인 중독을 재개한 보컬 앤서니 키디스는 마약에 대한 성찰적인 전망과 이들의 가혹한 효과로 그의 서정성에 접근했다. 이 음반은 이 밴드의 기타리스트로 데이브 나바로가 참여한 유일한 스튜디오 음반이고, 나바로가 일련의 단기 교체 후 1993년에 이 밴드에 합류했다. 이 음반은 밴드의 이전 음반도 프로듀싱한 릭 루빈이 프로듀싱을 맡았다.
《One Hot Minute》는 3개의 히트 싱글을 프로듀싱하고 미국 빌보드 200에서 4위에 올랐음에도 불구하고 상업적으로 실망했다. 200만장 이상 팔리고 멀티플래티넘 인증을 받았지만 그럼에도 불구하고 《Blood Sugar Sex Magik》의 절반도 안 팔리며 비판적인 찬사를 훨씬 덜 받았다. 나바로는 결국 그의 약물 사용으로 인해 1998년에 해고되었다.

## 배경
레드 핫 칠리 페퍼스는 1991년에 《Blood Sugar Sex Magik》을 발매했다. 이 음반은 미국에서 7백만 장 이상이 팔리며 즉각적인 히트를 쳤고, 이 밴드를 국제적인 센세이션으로 만들었다. 기타리스트 존 프루시안테는 밴드의 새로운 명성에 대처하는 데 어려움을 겪고 있었고 그것을 싫어하기 시작했다. 프루시안테는 종종 그의 밴드 동료들과 논쟁하고 공연을 방해했다. 그는 헤로인을 복용하기 시작했고 시간이 지남에 따라 그 약의 사용량을 꾸준히 늘렸다. 프루시안테는 결국 1992년 일본 순회공연 도중 밴드를 그만두었다. 프루시안테는 캘리포니아에 있는 그의 집으로 돌아와 은둔자가 되었다.
아연실색한 나머지 마땅한 대체자가 없었던 레드 핫 칠리 페퍼스는 어쩔 수 없이 일정을 조정하게 된 후 남은 데이트를 하기 위해 아리크 마샬을 고용했다. 할리우드로 돌아오자마자 이 밴드는 《LA 위클리》에 오픈 기타 오디션을 위한 광고를 냈는데, 키디스는 이를 시간 낭비라고 여겼다. 몇 달 동안 적당한 기타리스트를 찾지 못하자 드러머 채드 스미스는 데이브 나바로에게 제안했다. 그는 항상 밴드의 첫 번째 선택이었지만 1991년 제인스 어딕션의 해체 이후 너무 바빴다. 나바로는 생산적인 잼 세션 끝에 결국 그 자리를 수락했다.

## 곡 목록
모든 곡들은 플리, 앤서니 키디스, 데이브 나바로, 채드 스미스에 의해 작사/작곡하였다.
| #   | 제목                    | 재생 시간 |
| --- | ----------------------- | --------- |
| 1.  | 〈Warped〉              | 5:04      |
| 2.  | 〈Aeroplane〉           | 4:45      |
| 3.  | 〈Deep Kick〉           | 6:33      |
| 4.  | 〈My Friends〉          | 4:02      |
| 5.  | 〈Coffee Shop〉         | 3:08      |
| 6.  | 〈Pea〉                 | 1:47      |
| 7.  | 〈One Big Mob〉         | 6:02      |
| 8.  | 〈Walkabout〉           | 5:07      |
| 9.  | 〈Tearjerker〉          | 4:19      |
| 10. | 〈One Hot Minute〉      | 6:23      |
| 11. | 〈Falling into Grace〉  | 3:48      |
| 12. | 〈Shallow Be Thy Game〉 | 4:33      |
| 13. | 〈Transcending〉        | 5:46      |

## 인증
| 국가                                                  | 인증        | 판매량/출하량 |
| ----------------------------------------------------- | ----------- | ------------- |
| 아르헨티나 (CAPIF)                                    | 골드        | 30,000^       |
| 오스트레일리아 (ARIA)                                 | 2× 플래티넘 | 140,000^      |
| 오스트리아 (IFPI 오스트리아)                          | 골드        | 25,000*       |
| 벨기에 (BEA)                                          | 골드        | 25,000*       |
| 캐나다 (뮤직 캐나다)                                  | 플래티넘    | 100,000^      |
| 프랑스 (SNEP)                                         | 플래티넘    | 300,000*      |
| 일본 (RIAJ)                                           | 플래티넘    | 200,000^      |
| 네덜란드 (NVPI)                                       | 골드        | 50,000^       |
| 뉴질랜드 (RMNZ)                                       | 플래티넘    | 15,000^       |
| 스페인 (PROMUSICAE)                                   | 골드        | 50,000^       |
| 스위스 (IFPI 스위스)                                  | 골드        | 25,000^       |
| 영국 (BPI)                                            | 골드        | 100,000^      |
| 미국 (RIAA)                                           | 2× 플래티넘 | 2,000,000^    |
| 요약                                                  |             |               |
| 유럽 (IFPI)                                           | 플래티넘    | 1,000,000*    |
| *판매량을 기반으로 한 인증 ^출하량을 기반으로 한 인증 |             |               |